# 鐵達尼號沉沒事後安全措施變革
泰坦尼克号沉没事後导致了相关安全措施變革。

## 法令革新

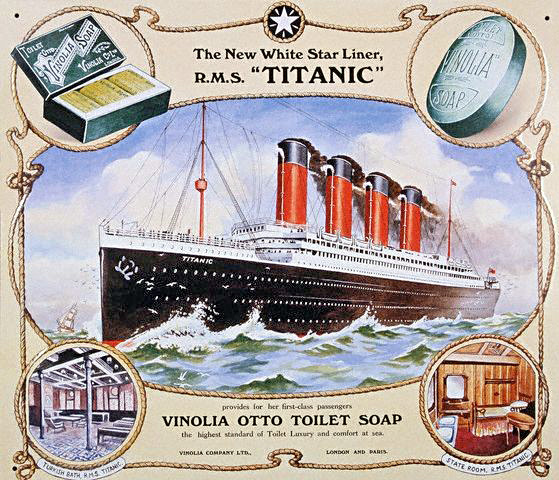
英国皇家邮轮泰坦尼克号的海报

### 救生艇

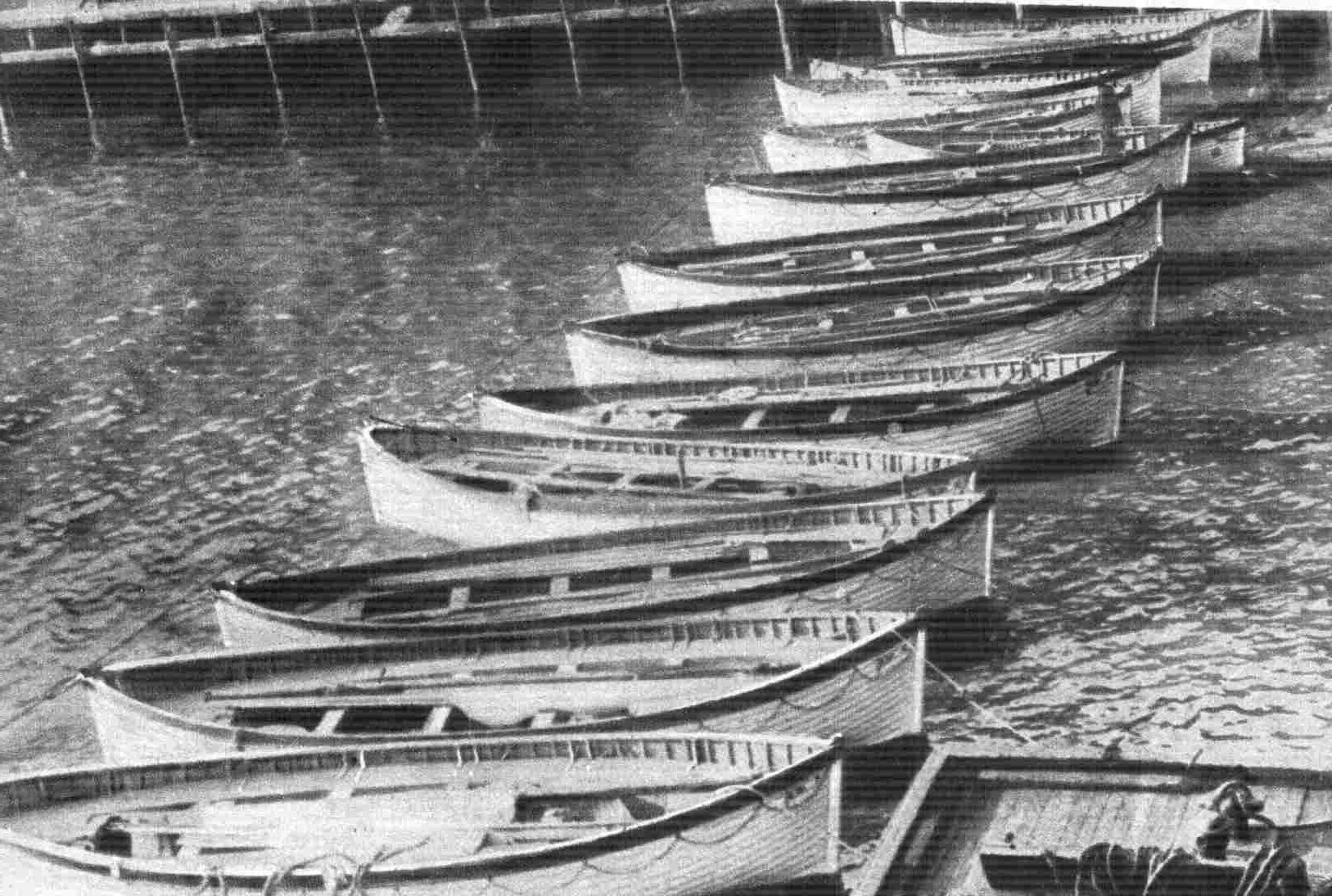
1912年4月，事故中幸存的救生艇集中在紐約港

哈兰德与沃尔夫造船厂的总管与执行董事主席亚历山大·卡莱尔曾建议在泰坦尼克号上使用一种新型，更大的吊艇柱，使得船上最多可装载48艘救生艇，这可为船上所有人提供足够的位置。然而，白星航运规定携带20艘救生艇，按泰坦尼克号满员计算，只能载下38%的人员。与此同时，根据英国贸易部的规定，国内超过1万吨的船只必须携带16艘规格为5,500立方英尺（160立方）的救生艇，因此，白星航运提供的救生艇数量事实上已經多過法律規定。该法规并未就更大的船只提供额外的条款，因为其自1894年以来就从未改动，当时考虑到的最大客轮只有1.3万吨，而且在紧急情况下，释放超过16艘的救生艇也很困难。
在泰坦尼克号沉没之夜，船上共装载了三种小艇。数量最多的是14艘木壳救生艇，每艘船长30英尺（9.1米），宽9英尺1英寸（2.77米），满载65人。在它们前侧，船的两舷各有一艘小一点的独桅纵帆船，其长25英尺（7.6米），每艘最多可容纳40人。还有四艘恩格尔哈特折叠救生艇，规格为27英尺5英寸（8.36米） 长，8英尺（2.4米）宽，可搭载47人，其侧面为帆布结构，可以几乎完全折叠放平，从而只占用很少的甲板空间。两艘在第一个烟囱下，船长宿舍的屋顶上方的左右两舷，另两艘在左舷和右舷的独桅纵帆船旁边。
在灾难之后,英国和美国调查委员会提出建议,在某种程度上,船上应搭载足够的救生艇,强制救生艇演习,进行救生艇检查,等等。这些建议都被纳入海上人命安全公约，并于1914年通过。

### 24小时无线电监视及求救火箭
在调查之后，美国政府通过了1912年无线电通讯法案。该法案与《国际海上生命安全公约》一道规定，客轮上的无线电通讯必须24小时打开，同时加装二级备用电源，以免漏掉呼救信号。此外，法案规定，船只必须与邻近船只及沿岸陆上电台保持联系。
此外，《海上生命安全国际公约》约定，从船上发射红色火箭必须被解释为求救信号。这一决定是基于这一事件:在泰坦尼克号沉没之前，曾发射火箭，而加州人號却对此模棱两可。甲板上的船员看到从一艘未知的船上发射的火箭，但他们猜测其可能是回应或识别信号，用来向其他船只发出信号。在船只沉没时，除非情况紧急，一般而言没有无线电台的船只会使用火箭和焰火筒释放信号，向其他船只表明自己的身份。1912年的《无线电通讯法案》通过后，人们一致同意，海上的火箭只被解释为遇险信号，从而消除其他船只可能的误解。

### 国际冰情巡逻队
在泰坦尼克号灾难之后，美國海軍派侦察切斯特号（Chester）巡洋舰和伯明翰号潜艇在1912年余下的时间里巡逻大浅滩。1913年，美国海军没有多余船只可执行该任务，因此美国海关缉私局（美国海岸警卫队前身）接下任务，并指派塞内加号和迈阿密号巡逻艇执行巡逻任务。
这场灾难直接推动了1913年11月12日在伦敦召开的第一届国际海上生命安全大会。1914年1月30日,签署了第一版海上人命安全公约(SOLAS)。根据条约，组建了国际冰情巡逻队并对其投入资金,该组织为美国海岸警卫队的下属部门，直到今天它还在检测和报告北大西洋上可能威胁航船的冰山。
20世纪中期，巡逻机成为监测冰山主要方法，除了冰层极厚的年分或能见度很低的时期，地面巡逻趋于停止。对海洋调查船的使用一直持续到1982年，到最后海岸警卫队仅剩一艘常青号，它后来被改装成一艘中等耐久的快艇。相比而言，飞机监测具有独特的优势，它可在较短的时间内提供更大的覆盖范围。

### 船只设计变化
泰坦尼克号沉没事故之后，船只开始改装以增加安全性。例如，许多现有船只的双层船底，包括奥林匹克号，都将其向两边延伸，一直到吃水线，改装为双层船体。另一项许多船都进行的改装则是增加水密艙壁的高度。泰坦尼克号的水密舱壁延伸到水线以上10英尺(3米)。在泰坦尼克号沉没以后，其他船只则将水密舱壁加高，以使隔间完全防水。